# アンドルー・グローヴ
アンドルー・スティーヴン・グローヴ（Andrew Stephen Grove、1936年9月2日 - 2016年3月21日）は、ハンガリーから移住したユダヤ系アメリカ人の実業家。本来の名前はグローフ・アンドラーシュ・イシュトヴァーン（Gróf András István、ハンガリー語で名前は苗字・名前の順に書く）だが、アメリカへの移民を機に現在の名前に変更した。
インテルの3番目の社員で第3代CEOを務め、同社を世界最大の半導体企業に成長させた。インテルでの仕事、著書や専門的な論文の結果、グローブは世界中の電子機器製造業界に多大な影響を与えた。彼はシリコンバレーの「成長期を牽引した人物」と呼ばれている。 1997年、『タイム』誌は彼を「マイクロチップのパワーと革新的な可能性の驚異的な成長に最も貢献した人物」として「マン・オブ・ザ・イヤー」に選んだ。ある情報筋は、インテルでの業績だけで、彼は「20世紀の偉大なビジネスリーダーと並ぶに値する」と指摘している。

## 経歴

### 生い立ち
グローブは、ハンガリーのブダペストのユダヤ人中産階級の家庭に生まれる。第二次世界大戦中にはナチスによるユダヤ人迫害を逃れるため、母親共々偽名を名乗りユダヤ人であることを隠していた。
元々はジャーナリスト志望で高校新聞の記者であったが、自分が書いた記事が当時の共産主義政権に批判的内容だったことから親戚が取調べを受けたことに反発し、「言論界に本当の自由は無い。実力通り能力を発揮できる世界に行きたい」と技術者を目指した。
ハンガリー動乱 ("1956年革命") の最中、家族を残しながら友人数人と共にオーストリアに脱出し、その後難民支援組織の手によりアメリカに移民。1957年、ニューヨーク市に辿り着き、親戚の下に身を寄せる。1958年、妻のエヴァと結婚する。

### フェアチャイルドセミコンダクター入社
ニューヨーク市立大学シティカレッジ (CCNY)に入学、化学工学を学び1960年に卒業。1963年、カリフォルニア大学バークレー校から化学工学の博士号を取得する。同年、フェアチャイルドセミコンダクターに入社。1967年には開発部門のアシスタント・ディレクターとなった。そこで彼は、1970年代の「マイクロコンピューター革命」につながる集積回路の初期開発に精通した。1967年には、このテーマに関する大学の教科書『Physics and Technology of Semiconductor Devices』を執筆した。

### インテル時代
1968年、グローブはフェアチャイルド・セミコンダクターを辞め、ロバート・ノイスとゴードン・ムーアもグローブとともにフェアチャイルド・セミコンダクターを去った。ノイスとムーアはインテルを設立し、グローブは創業者ではないが3番目の社員としてインテル設立当日に入社した。ハンガリーからの移住者であるレスリー・L・ヴァダシュは、インテルの4番目の従業員であった。グローブは当初、同社のエンジニアリング・ディレクターとして働き、初期の製造事業の立ち上げに貢献した。
当初、インテルは主にメインフレームコンピュータ用のスタティックメモリチップを製造していた。インテルはEPROM（Erasable Programmable Read-Only Memory）を含め、当時使用されていたほとんどの種類のメモリを発明していたにもかかわらず、1985年までには、日本の「ダンピング」によるメモリチップの低価格化によってメモリチップの需要が減少したため、グローブは抜本的な改革を余儀なくされた。 その結果、彼はDRAMの製造を中止し、代わりにマイクロプロセッサの製造に専念することを選択した。

### マイクロプロセッサ製造に注力
1970年代前半から半ばにかけて、初期のデジタル時計のひとつである電子計算機や、世界初の汎用マイクロプロセッサである4ビットのI4004を発表した。1974年までに、インテルは8ビットの8008を開発し、その後すぐに、1975年には、世界初のいわゆるパーソナル・コンピューター（PC）であるアルテア8800のコアとなる8080プロセッサーを開発してPC革命を起こした。間もなく、8086 16ビット・マイクロプロセッサーを開発した。
グローブは、IBMに対するインテルのセールス・マネージャーであるアール・ウェットストーンとともに、IBMとの交渉において、すべての新しいパーソナル・コンピューターにインテルのマイクロプロセッサーだけを使うという重要な役割を果たした。IBMがIBM PCに採用したコスト削減版8088が登場し、パーソナル・コンピューターを大衆に普及させた。
1985年、インテルは32ビットの80386マイクロプロセッサーを開発し、80486、ペンティアム、そしてそれらをサポートする多数の集積回路とコンピュータを含む、ますます強力になるマイクロプロセッサーの長い製品ラインが始まった。

## 経営手法
同社の売上高は、初年度（1968年）の2,672ドルから1997年には208億ドルに増加した。1979年に社長、1987年に社長兼CEO、その後、前立腺がんと診断されたため、1998年5月にCEOのポストをクレイグ・バレットに譲ったが、2004年11月まで会長の座にあった。それ以来、上級顧問としてインテルに留まり、スタンフォード大学で講師も務めている。
1983年、彼は著書『High Output Management』を書き、その中で多くの手法と製造コンセプトについて述べている。
CEOとして、マネージャーたちに常に実験を奨励し、変化に備えることを求め、ビジネスにおけるパラノイアの価値を主張した。彼は「偏執狂だけが生き残る」というモットーで知られるようになり、1996年に同じタイトルの経営書を出版した。その結果、彼は上級管理職に対し、新しい技術、新しい製品、新しい販売チャネル、新しい顧客をテストすることを許可し、ビジネスやテクノロジーの予期せぬ変化に備えるよう促した。伝記作家のジェレミー・バイマンは、グローブについて、「インテルにおいて、会社をその栄光に安住させることを拒んだ唯一の人物であった」と言う。グローブはその理由を次のように説明している。
企業は生き物であり、脱皮し続けなければならない。方法は変わらなければならない。焦点も変わらなければならない。価値観も変わらなければならない。それらの変化の総和が変革である。
強烈な個性と訛りの強い英語で議論相手を徹底的に叩きのめすやり方には反発も多いが、産業界では部下の能力を最大限に引き出す「ハイ・アウトプット・マネジメント」として高い評価を得ている。一方、ジョージ・H・W・ブッシュ政権の無策ぶりに激昂し、当時の行政管理予算局長に「仕事も無いようで暇でしょうからこれでも練習して下さい」という手紙と共にヴァイオリンを送りつけたこともあった。
彼はインテルの成長を振り返った：
様々な断片的なことではあるが、我々はインテルを新興企業から情報経済の中心的企業のひとつへと導いた。

## 死去
2016年3月21日、インテルにより死去が報じられた。79歳。死因は不明。

## 受賞・受章・栄典
2000年、IEEE栄誉賞を受賞した。

## 主な著書
- Physics and Technology of Semiconductor Devices. John Wiley & Sons. (1967). ISBN 9780471329985
  - 杉淵 清・吉川武夫・杉山尚志・垂井康夫 訳『半導体デバイスの基礎』マグロウヒル、1992年。doi:10.11501/12599224。ISBN 9784895010658。
- High-Output Management. Random House Inc. (1983). ISBN 9780394532349
  - 小林 薫・上田敏晶 訳『ハイ・アウトプット・マネジメント―“インテル経営"の秘密』日経BP社、1984年。ASIN B000J75AMC。doi:10.11501/11983193。
  - 小林 薫 訳『インテル経営の秘密』早川書房、1996年。ISBN 9784152080042。
- 樫村志保 訳『僕の起業は亡命から始まった!―アンドリュー・グローブ半生の自伝』日経BP社、2002年。ISBN 9784822242992。
- 『パラノイアだけが生き残る 時代の転換点をきみはどう見極め、乗り切るのか』日経BP社、2017年。ISBN 9784822255343。